# Fiorentina de Florencia
La Fiorentina de Florencia es un club de fútbol colombiano de la ciudad Florencia en el departamento del Caquetá, Fue fundado en 1993 y refundado el 22 de mayo de 2013.
Actualmente se desempeña como un club Amateur y milita en la Categoría Primera C, tercer nivel del Fútbol Profesional Colombiano. 
El club tuvo un paso en el profesionalismo en la Categoría Primera B, pero desapareció por problemas económicos en 1995. Jugó en la Primera B desde 1993 hasta 1995.
En agosto de 2014, hubo planes de adquirir una ficha para el equipo en la segunda división, pero no se consiguió por el alto costo para ingresar al nivel profesional.

## Datos del club
- Temporadas en 1ª: Ninguna
- Temporadas en 2ª :  3 (1993, 1994 y 1995).
- Temporadas en 3ª :  3 (2021, 2022 , 2023)
- Mejor Puesto:

En Primera B : 2° Subcampeón (1993).
- Peor Puesto:

En Primera B : 14° Descendió (1995).

## Jugadores

### Altas y bajas 2022
| Altas            | Altas         | Altas           | Altas |
| Jugador          | Posición      | Procedencia     | Tipo  |
| ---------------- | ------------- | --------------- | ----- |
| Esteban Restrepo | Portero       | Atlético FC "B" | Libre |
| Simón Echeverría | Defensa       | Bogotá FC "B"   | Libre |
| Duvan Palacios   | Mediocampista | Tigres FC "B"   | Libre |
| Pablo Pérez      | Delantero     | Alianza Llanos  | Libre |
|                  |               |                 |       |

| Bajas              | Bajas     | Bajas                      | Bajas    |
| Jugador            | Posición  | Destino                    | Tipo     |
| ------------------ | --------- | -------------------------- | -------- |
| Esteban Claros     | Defensa   | Grakcu Sai Mai United F.C. | Traspaso |
| Jhon Cabrera       | Delantero | Grakcu Sai Mai United F.C. | Traspaso |
| Juan Pablo Camacho | Delantero | Grakcu Sai Mai United F.C. | Traspaso |